# 윌리엄 고먼
윌리엄 고먼(William Moore "Terence" Gorman, 1923년 6월 17일 ~ 2003년 1월 12일)은 아일랜드의 경제학자이자 학술인이다. 주로 이론가이며 상품의 축적과 구별에 대한 공로로 유명하며 이 분야에서 유명한 고먼 극 형식(Gorman polar form)을 개발해냈다.
1923년 6월 17일 북아일랜드 퍼매나주에서 태어났다. 2003년 1월 12일, 79세의 나이로 옥스포드에서 사망했다.